# Gräventjärnen (Åsele socken, Lappland)
Gräventjärnen är en sjö i Åsele kommun i Lappland och ingår i Gideälvens huvudavrinningsområde.